# レニングラード (小惑星)
レニングラード (2046 Leningrad) は、小惑星帯の小惑星である。
1968年、ソビエト連邦（当時）の天文学者タマラ・スミルノワがクリミア天体物理天文台で発見した。

## 名称
ソビエト連邦の都市、レニングラード（現在のロシア・サンクトペテルブルク）に因んで名付けられた。